# Seznam amerických letadlových lodí

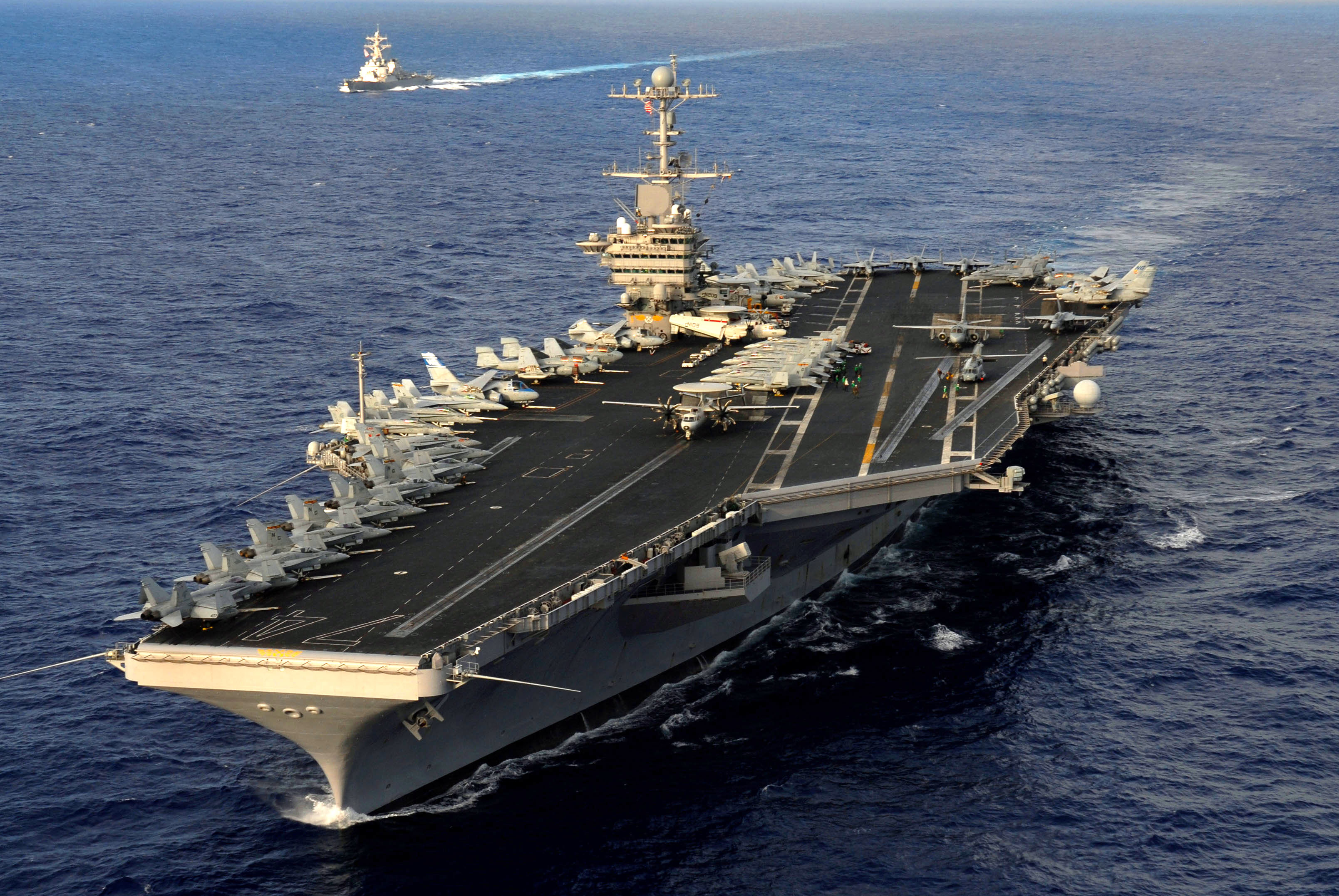
USS John C. Stennis (CVN-74), současná letadlová loď třídy Nimitz

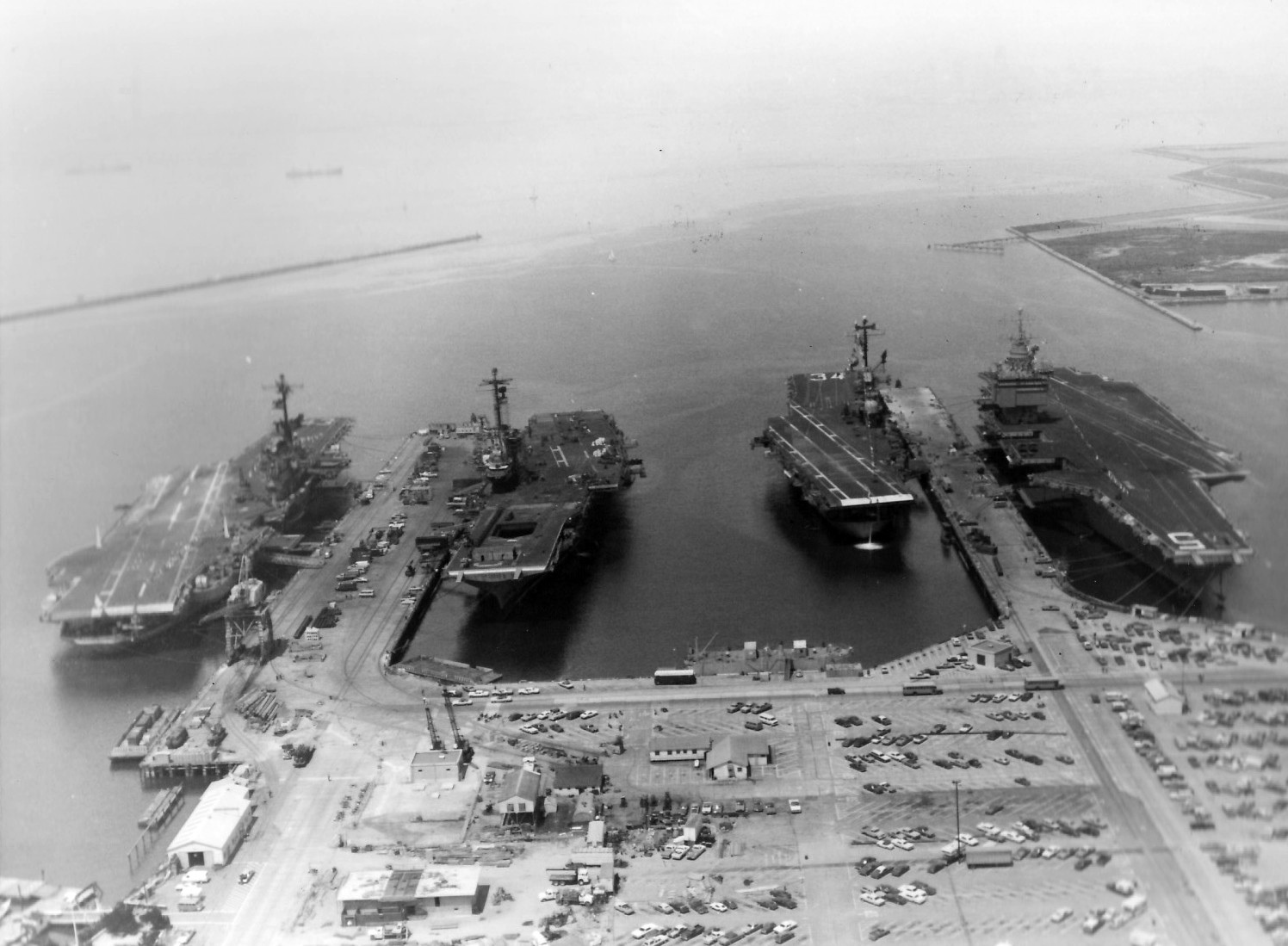
Letecký pohled na zakotvené letadlové lodě na základně v Alamedě, zleva:
• USS Coral Sea (CVA-43) třídy Midway
• USS Hancock (CVA-19) třídy Essex
• USS Oriskany (CVA-34) třídy Essex
• USS Enterprise (CVAN-65)

Seznam amerických letadlových lodí obsahuje přehled letadlových lodí Námořnictva Spojených států amerických. Zahrnuje všechna plavidla číslovaná v jednotné řadě navazující na první letadlovou loď USS Langley u roku 1922, která dostala označení CV-1. V průběhu historie bylo pro plavidla tohoto typu používáno několik klasifikačních symbolů trupu, proto jsou zde uvedeny lodě se symboly CV (letadlová loď) CV(N) (letadlová loď pro noční operace), CVL (lehká letadlová loď), CVB (velká letadlová loď), CVA (útočná letadlová loď), CVS (protiponorková letadlová loď), CVT (cvičná letadlová loď), CVAN (útočná letadlová loď s jaderným pohonem) a CVN (letadlová loď s jaderným pohonem). Seznam zahrnuje také dvě výhradně cvičné lodě, které byly zařazeny mezi pomocná plavidla (klasifikační symbol IX). Lodě jsou v seznamu rozčleněny podle tříd, jež jsou uvedeny chronologicky od 20. let 20. století do současnosti. V rámci jedné třídy jsou jednotlivé lodě seřazeny podle čísel klasifikačního symbolu trupu.
Eskortní letadlové lodě (klasifikační symbol CVE) byly číslovány v samostatné řadě, proto jsou uvedeny v samostatném seznamu.

## Historický přehled

### Před druhou světovou válkou
| Třída     | Období služby | Počet | Jednotky         |
| --------- | ------------- | ----- | ---------------- |
| Langley   | 1922–1942     | 1     | CV-1             |
| Lexington | 1927–1946     | 2     | CV-2, CV-3       |
| Ranger    | 1934–1946     | 1     | CV-4             |
| Yorktown  | 1937–1947     | 3     | CV-5, CV-6, CV-8 |
| Wasp      | 1940–1942     | 1     | CV-7             |

První letadlová loď amerického námořnictva (US Navy) vznikla přestavbou uhelné lodě Jupiter v letech 1920–1922. Plavidlo obdrželo jméno Langley a označení CV-1, do služby bylo zařazeno roku 1922 a první dva roky sloužilo k testům. Teprve v roce 1924 se Langley připojila k bojovým jednotkám.
Jako výsledek Washingtonské konference byla v roce 1922 Kongresem schválena změna dvou rozestavěných bitevních křižníků na letadlové lodě, které byly roku 1927 zařazeny do služby jako třída Lexington. V první polovině 30. let následovalo menší plavidlo Ranger, které se stalo první letadlovou lodí US Navy, jež byla od začátku projektována pro tento účel. Ve druhé polovině 30. let byly dokončeny dvě jednotky třídy Yorktown, poslední třetí potom těsně před vstupem Spojených států do druhé světové války v roce 1941. V roce 1940 vyplula také menší loď Wasp.

### Druhá světová válka
| Třída        | Období služby | Počet   | Jednotky |
| ------------ | ------------- | ------- | --- |
| Essex        | 1942–1991     | 24 (+2) | CV-9 – CV-21, CV-31 – CV-34, CV-36 – CV-40, CV-45, CV-47 (CV-35 a CV-46 nedokončeny, CV-50 – CV-55 zrušeny) |
| Independence | 1943–1956     | 9       | CV-22 – CV-30                                                                                               |
| cvičné       | 1942–1945     | 2       | IX-64, IX-81                                                                                                |

Od jara 1941 probíhala stavba první lodě nové třídy Essex, kýly dalších dvou byly založeny na začátku prosince tohoto roku. Z této třídy se díky její produkci během druhé světové války stala nejpočetnější třída letadlových lodí. Plánováno bylo 32 jednotek, reálná stavba byla zahájena u 26 z nich a dokončeno a do služby postupně zařazeno bylo celkem 24 lodí, poslední až v roce 1950.
Po útoku na Pearl Harbor 7. prosince 1941 se do druhé světové války zapojily také Spojené státy. Prvního bojového nasazení amerických letadlových lodí se zúčastnily Enterprise a Yorktown dne 1. února 1942, když zaútočily na japonské základny na Marshallových a Gilbertových ostrovech. Na začátku května 1942 proběhla bitva v Korálovém moři, první námořní bitva v dějinách, kdy se lodě jedné bojující strany nedostaly vůbec do kontaktu s loděmi druhé strany.
Kvůli nedostatku letadlových lodí a pomalé stavbě velkých lodí třídy Essex se námořnictvo během první poloviny roku 1942 rozhodlo o změně několika rozestavěných nebo plánovaných lehkých křižníků třídy Cleveland na lehké letadlové lodě. Tak vznikla třída Independence s devíti jednotkami, které byly všechny dokončeny během roku 1943.
V červenci 1943 proběhla první změna v systému klasifikace letadlových lodí. Symbol CV byl ponechán Saratoze, Rangeru, Enterprise a lodím třídy Essex. Pro velké letadlové lodě s výtlakem nad 46 000 tun byl vyčleněn symbol CVB, malé (lehké) letadlové lodě o výtlaku kolem 10 000 tun symbol CVL. Do kategorie CVL tak byly zařazeny všechny jednotky třídy Independence.
Pro výcvik vzletů a přistávání si americké námořnictvo pořídilo dvě cvičné lodě Wolverine a Sable, které v letech 1942–1943 vznikly přestavbou civilních kolesových parníků a které byly do roku 1945 využívány k tréninkovým účelům na Velkých jezerech.
Během druhé světové války ztratily Spojené státy celkem pět letadlových lodí (Lexington, Yorktown, Wasp a Hornet v roce 1942, Princeton v roce 1944). Potopena byla také průkopnická loď Langley (1942), která však již od roku 1937 byla využívána pouze jako nosič hydroplánů. Další ztráty byly zaznamenány v kategorii eskortních letadlových lodí.

### Studená válka
| Třída           | Období služby | Počet  | Jednotky                                        |
| --------------- | ------------- | ------ | ----------------------------------------------- |
| Midway          | 1945–1992     | 3      | CV-41 – CV-43 (CVB-44, CVB-56 a CVB-57 zrušeny) |
| Saipan          | 1946–1970     | 2      | CVL-48, CVL-49                                  |
| United States   | —             | 0 (+1) | (CVA-58 nedokončena)                            |
| Forrestal       | 1955–1998     | 4      | CVB-59, CVB-60, CVA-61, CVA-62                  |
| Kitty Hawk      | 1961–2009     | 3      | CVA-63, CVA-64, CVA-66                          |
| Enterprise      | 1961–2017     | 1      | CVAN-65                                         |
| John F. Kennedy | 1968–2007     | 1      | CVA-67                                          |
| Nimitz          | od 1975       | 10     | CVAN-68, CVAN-69, CVN-70 – CVN-77               |

Stavba prvních velkých letadlových lodí (symbol CVB) byla zahájena již v roce 1943, do bojů druhé světové války však již jednotky třídy Midway nezasáhly, neboť první z nich byla do služby zařazena několik dní po jejím definitivním konci v září 1945. Následovaly ji i další dvě lodě téže třídy, stavba dalších tří byla nakonec zrušena. Třída Midway měla dlouhou životnost, poslední loď se zúčastnila i války v Zálivu v roce 1991, po níž byla vyřazena.
K původem druhoválečným plavidlům patří také lehké letadlové lodě třídy Saipan, jež vstoupily v počtu dvou kusů do služby v letech 1946 a 1947. V té však vydržely pouze do poloviny 50. let, kdy byly odstaveny. Po několikaleté přestávce byly v první polovině 60. let přestavěny na spojovací loď a velitelskou loď.
Krátce po skončení druhé světové války byly ze služby vyřazeny přeživší předválečné lodě, z výzbroje byla zcela odstavena také většina lehkých letadlových lodí třídy Independence (pouze tři kusy zůstaly aktivní do poloviny 50. let) a dočasně také část jednotek velmi početné třídy Essex.
První novou poválečnou konstrukcí byla loď United States o výtlaku téměř 70 000 tun, která se měla stát prvním představitelem kategorie extrémně velkých letadlových lodí (supercarrier). Její stavba však byla po několika dnech zrušena ministrem obrany.
V roce 1952 došlo ke sjednocení klasifikace, kdy všechny lodě s označením CV a CVB obdržely symbol CVA značící útočnou (údernou) letadlovou loď. V dalším průběhu 50. a následně také 60. let byla většina lodí třídy Essex upravena na boj proti ponorkám a zároveň překlasifikována na protiponorkové letadlové lodě (symbol CVS).
Lodě třídy Essex byly v průběhu 50. let postupně modernizovány, v roce 1952 obdržela první z nich (Antietam) úhlovou letovou palubu, která se stala standardem pro další nově vyráběné americké letadlové lodě. Většina „essexů“ byla vyřazena ze služby v první polovině 70. let, pouze Lexington zůstal jako výcviková loď aktivní až do roku 1991.
Během 50. let 20. století, tedy již za probíhající studené války, byly postaveny čtyři jednotky nové třídy Forrestal, které se díky svému výtlaku 80 000 tun staly prvními skutečnými členy kategorie extrémně velkých letadlových lodí amerického námořnictva. Lodě této třídy byly také prvními, které měly již z výroby osazenou úhlovou letovou palubu. Na tato plavidla navázaly v 60. letech tři jednotky třídy Kitty Hawk, která fakticky byla vylepšenou verzí třídy Forrestal. V roce 1968 byla do služby zařazena loď John F. Kennedy, jež byla modernější variantou třídy Kitty Hawk a která se stala poslední vyrobenou americkou letadlovou lodí s konvenčním (nejaderným) pohonem.
Roku 1961 byla do služby zařazena první letadlová loď na světě s jaderným pohonem, Enterprise s klasifikačním symbolem CVAN (útočná letadlová loď s jaderným pohonem).
V průběhu 60. a první poloviny 70. let se letadlové lodě podílely také na americkém vesmírném programu, když po přistání na moři vyzvedávaly přistávací moduly kosmických lodí i s jejich posádkami, včetně Alana Sheparda, prvního Američana ve vesmíru v kabině Freedom 7 (1961, Lake Champlain), nebo Neila Armstronga, Buzze Aldrina a Michaela Collinse, první lidi na Měsíci v lodi Apollo 11 (1969, 
Hornet).
Na konci 60. let byla zahájena stavba první lodě třídy Nimitz. Tato plavidla s jaderným pohonem byla produkována postupně až do konce prvního desetiletí 21. století. Jedná se o největší válečné lodě na světě (kategorie supercarriers), které tvoří páteř současného amerického námořnictva.
V roce 1975 US Navy zjednodušilo systém označování lodí. Byly zrušeny všechny používané i nepoužívané varianty a zavedeny pouze dvě kategorie, CV pro letadlové lodě s konvenčním pohonem a CVN pro letadlové lodě s jaderným pohonem.

### Po studené válce
| Třída          | Období služby | Počet  | Jednotky                                                        |
| -------------- | ------------- | ------ | --------------------------------------------------------------- |
| Gerald R. Ford | od 2017       | 1 (+2) | CVN-78 (CVN-79 a CVN-80 rozestavěny, CVN-81 a CVN-82 plánovány) |

Po ukončení studené války v roce 1991 mělo americké námořnictvo k dispozici konvenční lodě tříd Midway (poslední však byla záhy vyřazena), Forrestal, Kitty Hawk a John F. Kennedy a nukleární lodě tříd Enterprise a Nimitz. Lodě s konvenčním pohonem začaly být postupně odstavovány. Jednotky třídy Forrestal vydržely ve službě nejpozději do roku 1998, roku 2007 byla vyřazena loď John F. Kennedy. Po vyřazení lodě Kitty Hawk v roce 2009, poslední ze stejnojmenné třídy, zůstala ve službě pouze plavidla poháněná jaderným pohonem.
Výroba jaderných lodí třídy Nimitz pokračovala i v 90. letech a na začátku 21. století, v tomto období vznikly celkem čtyři lodě. Poslední, celkově desátá loď této třídy, byla do služby uvedena v roce 2009.
Od téhož roku probíhá stavba první jednotky nové generace v rámci třídy třídy Gerald R. Ford, která se v budoucnu stane nástupcem třídy Nimitz. Prozatím byla oznámena tři plavidla, celkové plány počítají s deseti loděmi.
Na konci roku 2012 byla deaktivována a z aktivní služby odstavena první loď s jaderným pohonem Enterprise, která formálně zůstala ve výzbroji do roku 2017, kdy byla po odstranění veškerého jaderného materiálu definitivně vyřazena. Tentýž rok byla do služby uvedena první jednotka nové třídy Gerald R. Ford.

## Seznam lodí

### TřídaLangley
| Č.   | Fotografie         | Jméno | Jméno podle             | Položení kýlu                                               | Spuštění na vodu   |
| Č.   | Fotografie         | Jméno | Jméno podle             | Zařazení do služby                                          | Vyřazení ze služby |
| ---- | ------------------ | --- | ----------------------- | ----------------------------------------------------------- | ------------------ |
| CV-1 | USS Langley (1928) | USS Langley | Samuel Pierpont Langley | 18. října 1911                                              | 24. srpna 1912     |
| CV-1 | USS Langley (1928) | USS Langley | Samuel Pierpont Langley | 7. dubna 1913 (jako Jupiter) 20. března 1922 (jako Langley) | —                  |
| CV-1 | USS Langley (1928) | Původně nákladní loď pro přepravu uhlí USS Jupiter (AC-3), na letadlovou loď Langley (CV-1) přestavěna 1920–1922. Od roku 1937 nosič hydroplánů AV-3. Potopena 27. února 1942 v Jávském moři. |                         |                                                             |                    |

### TřídaLexington
| Č.   | Fotografie                 | Jméno | Jméno podle       | Položení kýlu      | Spuštění na vodu   |
| Č.   | Fotografie                 | Jméno | Jméno podle       | Zařazení do služby | Vyřazení ze služby |
| ---- | -------------------------- | --- | ----------------- | ------------------ | ------------------ |
| CV-2 | USS Lexington (říjen 1941) | USS Lexington | bitva o Lexington | 8. ledna 1921      | 3. října 1925      |
| CV-2 | USS Lexington (říjen 1941) | USS Lexington | bitva o Lexington | 14. prosince 1927  | —                  |
| CV-2 | USS Lexington (říjen 1941) | Původně objednána jako Lexington (CC-1), bitevní křižník třídy Lexington, jako letadlová loď stavěna od července 1922. Potopena 8. května 1942 v bitvě v Korálovém moři.                                                                |                   |                    |                    |
| CV-3 | USS Saratoga (1942)        | USS Saratoga | bitva u Saratogy  | 25. září 1920      | 7. dubna 1925      |
| CV-3 | USS Saratoga (1942)        | USS Saratoga | bitva u Saratogy  | 16. listopadu 1927 | —                  |
| CV-3 | USS Saratoga (1942)        | Původně objednána jako Saratoga (CC-3), bitevní křižník třídy Lexington, jako letadlová loď stavěna od července 1922. Aniž by došlo k jejímu formálnímu vyřazení, byla potopena 25. července 1946 při jaderných testech u atolu Bikini. |                   |                    |                    |

### TřídaRanger
| Č.   | Fotografie | Jméno                                                           | Jméno podle                         | Položení kýlu      | Spuštění na vodu   |
| Č.   | Fotografie | Jméno                                                           | Jméno podle                         | Zařazení do služby | Vyřazení ze služby |
| ---- | ---------- | --------------------------------------------------------------- | ----------------------------------- | ------------------ | ------------------ |
| CV-4 | USS Ranger | USS Ranger                                                      | tulák, vojenský zvěd (angl. ranger) | 26. září 1931      | 25. února 1933     |
| CV-4 | USS Ranger | USS Ranger                                                      | tulák, vojenský zvěd (angl. ranger) | 4. června 1934     | 18. října 1946     |
| CV-4 | USS Ranger | Po svém vyřazení byla dne 28. ledna 1947 prodána k sešrotování. |                                     |                    |                    |

### TřídaYorktown
| Č.                       | Fotografie                 | Jméno                                                             | Jméno podle                            | Položení kýlu      | Spuštění na vodu   |
| Č.                       | Fotografie                 | Jméno                                                             | Jméno podle                            | Zařazení do služby | Vyřazení ze služby |
| ------------------------ | -------------------------- | ----------------------------------------------------------------- | -------------------------------------- | ------------------ | ------------------ |
| CV-5                     | USS Yorktown (říjen 1937)  | USS Yorktown                                                      | bitva u Yorktownu                      | 21. května 1934    | 4. dubna 1936      |
| CV-5                     | USS Yorktown (říjen 1937)  | USS Yorktown                                                      | bitva u Yorktownu                      | 30. září 1937      | —                  |
| CV-5                     | USS Yorktown (říjen 1937)  | Potopena 7. června 1942 v bitvě u Midway.                         |                                        |                    |                    |
| CV-6 CV(N)-6 CVA-6 CVS-6 | USS Enterprise (září 1945) | USS Enterprise                                                    | odvaha, podnikavost (angl. enterprise) | 16. července 1934  | 3. října 1936      |
| CV-6 CV(N)-6 CVA-6 CVS-6 | USS Enterprise (září 1945) | USS Enterprise                                                    | odvaha, podnikavost (angl. enterprise) | 12. května 1938    | 17. února 1947     |
| CV-6 CV(N)-6 CVA-6 CVS-6 | USS Enterprise (září 1945) | Po svém vyřazení byla dne 1. července 1958 prodána k sešrotování. |                                        |                    |                    |
| CV-8                     | USS Hornet (1941)          | USS Hornet                                                        | sršeň (angl. hornet)                   | 25. září 1939      | 14. prosince 1940  |
| CV-8                     | USS Hornet (1941)          | USS Hornet                                                        | sršeň (angl. hornet)                   | 20. října 1941     | —                  |
| CV-8                     | USS Hornet (1941)          | Potopena 27. října 1942 v bitvě u ostrovů Santa Cruz.             |                                        |                    |                    |

### TřídaWasp
| Č.   | Fotografie             | Jméno                                           | Jméno podle       | Položení kýlu      | Spuštění na vodu   |
| Č.   | Fotografie             | Jméno                                           | Jméno podle       | Zařazení do služby | Vyřazení ze služby |
| ---- | ---------------------- | ----------------------------------------------- | ----------------- | ------------------ | ------------------ |
| CV-7 | USS Wasp (květen 1942) | USS Wasp                                        | vosa (angl. wasp) | 1. dubna 1936      | 4. dubna 1939      |
| CV-7 | USS Wasp (květen 1942) | USS Wasp                                        | vosa (angl. wasp) | 25. dubna 1940     | —                  |
| CV-7 | USS Wasp (květen 1942) | Potopena 15. září 1942 u ostrova San Cristóbal. |                   |                    |                    |

### TřídaEssex
| Č.                         | Fotografie                         | Jméno | Jméno podle                                                                    | Položení kýlu      | Spuštění na vodu   |
| Č.                         | Fotografie                         | Jméno | Jméno podle                                                                    | Zařazení do služby | Vyřazení ze služby |
| -------------------------- | ---------------------------------- | --- | ------------------------------------------------------------------------------ | ------------------ | ------------------ |
| CV-9 CVA-9 CVS-9           | USS Essex                          | USS Essex | Essex a Essex County                                                           | 28. dubna 1941     | 31. července 1942  |
| CV-9 CVA-9 CVS-9           | USS Essex                          | USS Essex | Essex a Essex County                                                           | 31. prosince 1942  | 30. června 1969    |
| CV-9 CVA-9 CVS-9           | USS Essex                          | Po svém vyřazení byla dne 1. června 1975 prodána k sešrotování.                                                                                       |                                                                                |                    |                    |
| CV-10 CVA-10 CVS-10        | USS Yorktown (červenec 1944)       | USS Yorktown | bitva u Yorktownu                                                              | 1. prosince 1941   | 21. ledna 1943     |
| CV-10 CVA-10 CVS-10        | USS Yorktown (červenec 1944)       | USS Yorktown | bitva u Yorktownu                                                              | 15. dubna 1943     | 27. června 1970    |
| CV-10 CVA-10 CVS-10        | USS Yorktown (červenec 1944)       | Do září 1942 nesla jméno Bon Homme Richard. Od roku 1975 muzeum v Mount Pleasant.                                                                     |                                                                                |                    |                    |
| CV-11 CVA-11 CVS-11        | USS Intrepid (listopad 1944)       | USS Intrepid | neohrožený (angl. intrepid)                                                    | 1. prosince 1941   | 26. dubna 1943     |
| CV-11 CVA-11 CVS-11        | USS Intrepid (listopad 1944)       | USS Intrepid | neohrožený (angl. intrepid)                                                    | 16. srpna 1943     | 15. března 1974    |
| CV-11 CVA-11 CVS-11        | USS Intrepid (listopad 1944)       | Od roku 1982 muzeum v New Yorku. |                                                                                |                    |                    |
| CV-12 CVA-12 CVS-12        | USS Hornet (březen 1945)           | USS Hornet | sršeň (angl. hornet)                                                           | 3. srpna 1942      | 30. srpna 1943     |
| CV-12 CVA-12 CVS-12        | USS Hornet (březen 1945)           | USS Hornet | sršeň (angl. hornet)                                                           | 29. listopadu 1943 | 26. června 1970    |
| CV-12 CVA-12 CVS-12        | USS Hornet (březen 1945)           | Původně nesla jméno Kearsarge, přejmenována byla během stavby po říjnu 1942. Od roku 1998 muzeum v Alamedě.                                           |                                                                                |                    |                    |
| CV-13 CVA-13 CVS-13        | USS Franklin (srpen 1944)          | USS Franklin | Benjamin Franklin                                                              | 7. prosince 1942   | 14. října 1943     |
| CV-13 CVA-13 CVS-13        | USS Franklin (srpen 1944)          | USS Franklin | Benjamin Franklin                                                              | 31. ledna 1944     | 17. února 1947     |
| CV-13 CVA-13 CVS-13        | USS Franklin (srpen 1944)          | Od roku 1959 transportér letadel AVT-8. Dne 27. července 1966 prodána k sešrotování.                                                                  |                                                                                |                    |                    |
| CV-14 CVA-14 CVS-14        | USS Ticonderoga (1966)             | USS Ticonderoga | Ticonderoga (bitva o Ticonderogu)                                              | 1. února 1943      | 7. února 1944      |
| CV-14 CVA-14 CVS-14        | USS Ticonderoga (1966)             | USS Ticonderoga | Ticonderoga (bitva o Ticonderogu)                                              | 8. května 1944     | 1. září 1973       |
| CV-14 CVA-14 CVS-14        | USS Ticonderoga (1966)             | Do května 1943 nesla jméno Hancock. Po svém vyřazení byla dne 15. srpna 1974 prodána k sešrotování.                                                   |                                                                                |                    |                    |
| CV-15 CVA-15 CVS-15        | USS Randolph (únor 1962)           | USS Randolph | Peyton Randolph                                                                | 10. května 1943    | 28. června 1944    |
| CV-15 CVA-15 CVS-15        | USS Randolph (únor 1962)           | USS Randolph | Peyton Randolph                                                                | 9. října 1944      | 13. února 1969     |
| CV-15 CVA-15 CVS-15        | USS Randolph (únor 1962)           | Po svém vyřazení byla dne 24. května 1975 prodána k sešrotování.                                                                                      |                                                                                |                    |                    |
| CV-16 CVA-16 CVS-16 CVT-16 | USS Lexington (1958)               | USS Lexington | bitva o Lexington                                                              | 15. července 1941  | 26. září 1942      |
| CV-16 CVA-16 CVS-16 CVT-16 | USS Lexington (1958)               | USS Lexington | bitva o Lexington                                                              | 17. února 1943     | 8. listopadu 1991  |
| CV-16 CVA-16 CVS-16 CVT-16 | USS Lexington (1958)               | Do června 1942 nesla jméno Cabot. Od roku 1978 cvičná přistávací loď AVT-16. Od roku 1992 muzeum v Corpus Christi.                                    |                                                                                |                    |                    |
| CV-17 CVA-17 CVS-17        | USS Bunker Hill (červen 1944)      | USS Bunker Hill | kopec Bunker Hill u Charlestownu (bitva o Bunker Hill)                         | 15. září 1941      | 7. prosince 1942   |
| CV-17 CVA-17 CVS-17        | USS Bunker Hill (červen 1944)      | USS Bunker Hill | kopec Bunker Hill u Charlestownu (bitva o Bunker Hill)                         | 24. května 1943    | 9. ledna 1947      |
| CV-17 CVA-17 CVS-17        | USS Bunker Hill (červen 1944)      | Od roku 1959 transportér letadel AVT-9. Po roce 1966 využita k elektronickým testům, v květnu 1973 prodána k sešrotování.                             |                                                                                |                    |                    |
| CV-18 CVA-18 CVS-18        | USS Wasp (1967)                    | USS Wasp | vosa (angl. wasp)                                                              | 18. března 1942    | 17. srpna 1943     |
| CV-18 CVA-18 CVS-18        | USS Wasp (1967)                    | USS Wasp | vosa (angl. wasp)                                                              | 24. listopadu 1943 | 1. července 1972   |
| CV-18 CVA-18 CVS-18        | USS Wasp (1967)                    | Do listopadu 1942 nesla jméno Oriskany. Po svém vyřazení byla dne 21. května 1973 prodána k sešrotování.                                              |                                                                                |                    |                    |
| CV-19 CVA-19 CVS-19        | USS Hancock (února 1975)           | USS Hancock | John Hancock                                                                   | 26. ledna 1943     | 24. ledna 1944     |
| CV-19 CVA-19 CVS-19        | USS Hancock (února 1975)           | USS Hancock | John Hancock                                                                   | 15. dubna 1944     | 30. ledna 1976     |
| CV-19 CVA-19 CVS-19        | USS Hancock (února 1975)           | Do května 1943 nesla jméno Ticonderoga. Po svém vyřazení byla dne 1. září 1976 prodána k sešrotování.                                                 |                                                                                |                    |                    |
| CV-20 CVA-20 CVS-20        | USS Bennington (březen 1965)       | USS Bennington | Bennington (bitva u Benningtonu)                                               | 15. prosince 1942  | 28. února 1944     |
| CV-20 CVA-20 CVS-20        | USS Bennington (březen 1965)       | USS Bennington | Bennington (bitva u Benningtonu)                                               | 6. srpna 1944      | 15. ledna 1970     |
| CV-20 CVA-20 CVS-20        | USS Bennington (březen 1965)       | Po svém vyřazení byla dne 12. ledna 1994 prodána k sešrotování.                                                                                       |                                                                                |                    |                    |
| CV-21 CVA-21 CVS-21        | USS Boxer (1948)                   | USS Boxer | HMS Boxer                                                                      | 13. září 1943      | 14. prosince 1944  |
| CV-21 CVA-21 CVS-21        | USS Boxer (1948)                   | USS Boxer | HMS Boxer                                                                      | 16. dubna 1945     | 1. prosince 1969   |
| CV-21 CVA-21 CVS-21        | USS Boxer (1948)                   | Od roku 1959 vrtulníková výsadková loď LPH-4. Po svém vyřazení byla dne 13. března 1971 prodána k sešrotování.                                        |                                                                                |                    |                    |
| CV-31 CVA-31               | USS Bon Homme Richard (leden 1945) | USS Bon Homme Richard | Poor Richard's Almanack od B. Franklina (fran. L'Almanach du Bonhomme Richard) | 1. února 1943      | 29. dubna 1944     |
| CV-31 CVA-31               | USS Bon Homme Richard (leden 1945) | USS Bon Homme Richard | Poor Richard's Almanack od B. Franklina (fran. L'Almanach du Bonhomme Richard) | 26. listopadu 1944 | 2. července 1971   |
| CV-31 CVA-31               | USS Bon Homme Richard (leden 1945) | Po svém vyřazení byla dne 4. února 1992 prodána k sešrotování.                                                                                        |                                                                                |                    |                    |
| CV-32 CVA-32 CVS-32        | USS Leyte                          | USS Leyte | bitva u Leyte                                                                  | 21. února 1944     | 23. srpna 1945     |
| CV-32 CVA-32 CVS-32        | USS Leyte                          | USS Leyte | bitva u Leyte                                                                  | 11. dubna 1946     | 15. května 1959    |
| CV-32 CVA-32 CVS-32        | USS Leyte                          | Do května 1945 nesla jméno Crown Point. Od roku 1959 transportér letadel AVT-10. Po svém vyřazení byla v září 1970 prodána k sešrotování.             |                                                                                |                    |                    |
| CV-33 CVA-33 CVS-33        | USS Kearsarge (duben 1946)         | USS Kearsarge | hora Mount Kearsarge                                                           | 1. března 1944     | 5. května 1945     |
| CV-33 CVA-33 CVS-33        | USS Kearsarge (duben 1946)         | USS Kearsarge | hora Mount Kearsarge                                                           | 2. března 1946     | 13. února 1970     |
| CV-33 CVA-33 CVS-33        | USS Kearsarge (duben 1946)         | Po svém vyřazení byla v únoru 1974 prodána k sešrotování.                                                                                             |                                                                                |                    |                    |
| CV-34 CVA-34               | USS Oriskany (prosinec 1950)       | USS Oriskany | Oriskany (bitva u Oriskany)                                                    | 1. května 1944     | 13. října 1945     |
| CV-34 CVA-34               | USS Oriskany (prosinec 1950)       | USS Oriskany | Oriskany (bitva u Oriskany)                                                    | 25. září 1950      | 30. září 1976      |
| CV-34 CVA-34               | USS Oriskany (prosinec 1950)       | Dne 17. května 2006 byla potopena v Mexickém zálivu, aby vytvořila umělý útes.                                                                        |                                                                                |                    |                    |
| CV-35                      | Rozestavěné plavidlo               | USS Reprisal | odveta (angl. reprisal)                                                        | 1. července 1944   | 1945               |
| CV-35                      | Rozestavěné plavidlo               | USS Reprisal | odveta (angl. reprisal)                                                        | —                  | —                  |
| CV-35                      | Rozestavěné plavidlo               | Stavba lodě byla zrušena dne 12. srpna 1945. Nedokončený trup byl poté využit ke zbraňovým zkouškám a dne 2. listopadu 1949 byl prodán k sešrotování. |                                                                                |                    |                    |
| CV-36 CVA-36 CVS-36        | USS Antietam (březen 1945)         | USS Antietam | bitva u Antietamu                                                              | 15. března 1943    | 20. srpna 1944     |
| CV-36 CVA-36 CVS-36        | USS Antietam (březen 1945)         | USS Antietam | bitva u Antietamu                                                              | 28. ledna 1945     | 8. května 1963     |
| CV-36 CVA-36 CVS-36        | USS Antietam (březen 1945)         | Po svém vyřazení byla dne 28. února 1974 prodána k sešrotování.                                                                                       |                                                                                |                    |                    |
| CV-37 CVA-37 CVS-37        | USS Princeton (1948)               | USS Princeton | Princeton (bitva o Princeton)                                                  | 14. září 1943      | 8. července 1945   |
| CV-37 CVA-37 CVS-37        | USS Princeton (1948)               | USS Princeton | Princeton (bitva o Princeton)                                                  | 18. listopadu 1945 | 30. ledna 1970     |
| CV-37 CVA-37 CVS-37        | USS Princeton (1948)               | Do listopadu 1944 nesla jméno Valley Forge. Od roku 1959 vrtulníková výsadková loď LPH-5. Po svém vyřazení byla v květnu 1971 prodána k sešrotování.  |                                                                                |                    |                    |
| CV-38 CVA-38 CVS-38        | USS Shangri-La (srpen 1945)        | USS Shangri-La | Šangri-La                                                                      | 15. ledna 1943     | 24. února 1944     |
| CV-38 CVA-38 CVS-38        | USS Shangri-La (srpen 1945)        | USS Shangri-La | Šangri-La                                                                      | 15. září 1944      | 30. července 1971  |
| CV-38 CVA-38 CVS-38        | USS Shangri-La (srpen 1945)        | Po svém vyřazení byla v roce 1988 prodána k sešrotování.                                                                                              |                                                                                |                    |                    |
| CV-39 CVA-39 CVS-39        | USS Lake Champlain (srpen 1945)    | USS Lake Champlain | Champlainovo jezero (angl. Lake Champlain) (bitva na Champlainově jezeře)      | 15. března 1943    | 2. listopadu 1944  |
| CV-39 CVA-39 CVS-39        | USS Lake Champlain (srpen 1945)    | USS Lake Champlain | Champlainovo jezero (angl. Lake Champlain) (bitva na Champlainově jezeře)      | 3. června 1945     | 2. května 1966     |
| CV-39 CVA-39 CVS-39        | USS Lake Champlain (srpen 1945)    | Po svém vyřazení byla dne 28. dubna 1972 prodána k sešrotování.                                                                                       |                                                                                |                    |                    |
| CV-40 CVA-40 CVS-40        | USS Tarawa (prosinec 1952)         | USS Tarawa | Tarawa (bitva o Tarawu)                                                        | 1. března 1944     | 12. května 1945    |
| CV-40 CVA-40 CVS-40        | USS Tarawa (prosinec 1952)         | USS Tarawa | Tarawa (bitva o Tarawu)                                                        | 8. prosince 1945   | 13. května 1960    |
| CV-40 CVA-40 CVS-40        | USS Tarawa (prosinec 1952)         | Od roku 1961 transportér letadel AVT-12. Po svém vyřazení byla dne 3. října 1968 prodána k sešrotování.                                               |                                                                                |                    |                    |
| CV-45 CVA-45 CVS-45        | USS Valley Forge (leden 1956)      | USS Valley Forge | Valley Forge                                                                   | 14. září 1943      | 8. července 1945   |
| CV-45 CVA-45 CVS-45        | USS Valley Forge (leden 1956)      | USS Valley Forge | Valley Forge                                                                   | 3. listopadu 1946  | 15. ledna 1970     |
| CV-45 CVA-45 CVS-45        | USS Valley Forge (leden 1956)      | Od roku 1961 vrtulníková výsadková loď LPH-8. Po svém vyřazení byla dne 29. října 1971 prodána k sešrotování.                                         |                                                                                |                    |                    |
| CV-46                      | Rozestavěné plavidlo               | USS Iwo Jima | Iwodžima (bitva o Iwodžimu)                                                    | 29. ledna 1945     | —                  |
| CV-46                      | Rozestavěné plavidlo               | USS Iwo Jima | Iwodžima (bitva o Iwodžimu)                                                    | —                  | —                  |
| CV-46                      | Rozestavěné plavidlo               | Stavba lodě byla zrušena 12. srpna 1945. Nedokončený trup byl poté sešrotován.                                                                        |                                                                                |                    |                    |
| CV-47 CVA-47 CVS-47        | USS Philippine Sea (květen 1953)   | USS Philippine Sea | bitva ve Filipínském moři                                                      | 19. srpna 1944     | 5. září 1945       |
| CV-47 CVA-47 CVS-47        | USS Philippine Sea (květen 1953)   | USS Philippine Sea | bitva ve Filipínském moři                                                      | 11. května 1946    | 28. prosince 1958  |
| CV-47 CVA-47 CVS-47        | USS Philippine Sea (květen 1953)   | Od roku 1959 transportér letadel AVT-11. Po svém vyřazení byla v březnu 1971 prodána k sešrotování.                                                   |                                                                                |                    |                    |

### TřídaIndependence
| Č.           | Fotografie                       | Jméno | Jméno podle                                                 | Položení kýlu      | Spuštění na vodu   |
| Č.           | Fotografie                       | Jméno | Jméno podle                                                 | Zařazení do služby | Vyřazení ze služby |
| ------------ | -------------------------------- | --- | ----------------------------------------------------------- | ------------------ | ------------------ |
| CV-22 CVL-22 | USS Independence (červenec 1943) | USS Independence | nezávislost (angl. independence)                            | 1. května 1941     | 22. srpna 1942     |
| CV-22 CVL-22 | USS Independence (červenec 1943) | USS Independence | nezávislost (angl. independence)                            | 14. ledna 1943     | 28. srpna 1946     |
| CV-22 CVL-22 | USS Independence (červenec 1943) | Původně objednána jako Amsterdam (CL-59), lehký křižník třídy Cleveland, jako letadlová loď stavěna od února 1942. V červenci 1946 využita při jaderných testech, trup byl potopen 1951 při zbraňových zkouškách.                                                                    |                                                             |                    |                    |
| CV-23 CVL-23 | USS Princeton (leden 1944)       | USS Princeton | Princeton (bitva o Princeton)                               | 2. června 1941     | 18. října 1942     |
| CV-23 CVL-23 | USS Princeton (leden 1944)       | USS Princeton | Princeton (bitva o Princeton)                               | 25. února 1943     | —                  |
| CV-23 CVL-23 | USS Princeton (leden 1944)       | Původně objednána jako Tallahassee (CL-61), lehký křižník třídy Cleveland, jako letadlová loď stavěna od února 1942. Potopena 24. října 1944 v bitvě u Leyte. |                                                             |                    |                    |
| CV-24 CVL-24 | USS Belleau Wood (prosinec 1943) | USS Belleau Wood | les u Belleau (angl. Belleau Wood) (bitva o Belleauský les) | 11. srpna 1941     | 6. prosince 1942   |
| CV-24 CVL-24 | USS Belleau Wood (prosinec 1943) | USS Belleau Wood | les u Belleau (angl. Belleau Wood) (bitva o Belleauský les) | 31. března 1943    | 13. ledna 1947     |
| CV-24 CVL-24 | USS Belleau Wood (prosinec 1943) | Původně objednána jako New Haven (CL-76), lehký křižník třídy Cleveland, jako letadlová loď stavěna od února 1942. V letech 1953–1960 sloužila u francouzského námořnictva jako Bois Belleau. Po návratu do USA prodána dne 21. listopadu 1960 k sešrotování.                        |                                                             |                    |                    |
| CV-25 CVL-25 | USS Cowpens (srpen 1944)         | USS Cowpens | bitva u Cowpens                                             | 17. listopadu 1941 | 17. ledna 1943     |
| CV-25 CVL-25 | USS Cowpens (srpen 1944)         | USS Cowpens | bitva u Cowpens                                             | 28. května 1943    | 13. ledna 1947     |
| CV-25 CVL-25 | USS Cowpens (srpen 1944)         | Původně objednána jako Huntington (CL-77), lehký křižník třídy Cleveland, jako letadlová loď stavěna od března 1942. Od roku 1959 transportér letadel AVT-1. V roce 1960 prodána k sešrotování.                                                                                      |                                                             |                    |                    |
| CV-26 CVL-26 | USS Monterey (listopad 1944)     | USS Monterey | Monterey (bitva u Monterey)                                 | 29. prosince 1941  | 28. února 1943     |
| CV-26 CVL-26 | USS Monterey (listopad 1944)     | USS Monterey | Monterey (bitva u Monterey)                                 | 17. června 1943    | 16. ledna 1956     |
| CV-26 CVL-26 | USS Monterey (listopad 1944)     | Původně objednána jako Dayton (CL-78), lehký křižník třídy Cleveland, jako letadlová loď stavěna od března 1942. Od roku 1959 transportér letadel AVT-2. V květnu 1971 prodána k sešrotování.                                                                                        |                                                             |                    |                    |
| CV-27 CVL-27 | USS Langley (říjen 1943)         | USS Langley | Samuel Pierpont Langley                                     | 11. dubna 1942     | 22. května 1943    |
| CV-27 CVL-27 | USS Langley (říjen 1943)         | USS Langley | Samuel Pierpont Langley                                     | 31. srpna 1943     | 11. února 1947     |
| CV-27 CVL-27 | USS Langley (říjen 1943)         | Původně objednána jako Fargo (CL-85), lehký křižník třídy Cleveland, stavěna již jako letadlová loď. Do listopadu 1942 nesla jméno Crown Point. V letech 1951–1963 sloužila u francouzského námořnictva jako La Fayette. Po návratu do USA prodána v roce 1963 k sešrotování.        |                                                             |                    |                    |
| CV-28 CVL-28 | USS Cabot (červenec 1945)        | USS Cabot | John Cabot                                                  | 16. března 1942    | 4. dubna 1943      |
| CV-28 CVL-28 | USS Cabot (červenec 1945)        | USS Cabot | John Cabot                                                  | 24. července 1943  | 21. ledna 1955     |
| CV-28 CVL-28 | USS Cabot (červenec 1945)        | Původně objednána jako Wilmington (CL-79), lehký křižník třídy Cleveland, jako letadlová loď stavěna od června 1942. Od roku 1959 transportér letadel AVT-3. V letech 1967–1989 sloužila u španělského námořnictva jako Dédalo. Po návratu do USA prodána v roce 1997 k sešrotování. |                                                             |                    |                    |
| CV-29 CVL-29 | USS Bataan (leden 1952)          | USS Bataan | poloostrov Bataan (bitva o Bataan)                          | 31. srpna 1942     | 1. srpna 1943      |
| CV-29 CVL-29 | USS Bataan (leden 1952)          | USS Bataan | poloostrov Bataan (bitva o Bataan)                          | 17. listopadu 1943 | 9. dubna 1954      |
| CV-29 CVL-29 | USS Bataan (leden 1952)          | Původně objednána jako Buffalo (CL-99), lehký křižník třídy Cleveland, stavěna již jako letadlová loď. Od roku 1959 transportér letadel AVT-4. Dne 19. června 1961 prodána k sešrotování.                                                                                            |                                                             |                    |                    |
| CV-30 CVL-30 | USS San Jacinto (leden 1944)     | USS San Jacinto | bitva u San Jacinta                                         | 26. října 1942     | 26. září 1943      |
| CV-30 CVL-30 | USS San Jacinto (leden 1944)     | USS San Jacinto | bitva u San Jacinta                                         | 15. listopadu 1943 | 1. března 1947     |
| CV-30 CVL-30 | USS San Jacinto (leden 1944)     | Původně objednána jako Newark (CL-100), lehký křižník třídy Cleveland, stavěna již jako letadlová loď. Do ledna 1943 nesla jméno Reprisal. Od roku 1959 transportér letadel AVT-5. Dne 15. prosince 1971 prodána k sešrotování.                                                      |                                                             |                    |                    |

### TřídaMidway
| Č.                  | Fotografie                  | Jméno                                                                                                 | Jméno podle                            | Položení kýlu      | Spuštění na vodu   |
| Č.                  | Fotografie                  | Jméno                                                                                                 | Jméno podle                            | Zařazení do služby | Vyřazení ze služby |
| ------------------- | --------------------------- | --- | -------------------------------------- | ------------------ | ------------------ |
| CV-41 CVB-41 CVA-41 | USS Midway (září 1945)      | USS Midway                                                                                            | bitva u Midway                         | 27. října 1943     | 20. března 1945    |
| CV-41 CVB-41 CVA-41 | USS Midway (září 1945)      | USS Midway                                                                                            | bitva u Midway                         | 10. září 1945      | 11. dubna 1992     |
| CV-41 CVB-41 CVA-41 | USS Midway (září 1945)      | Od roku 2004 muzeum v San Diegu.                                                                      |                                        |                    |                    |
| CV-42 CVB-42 CVA-42 | USS Franklin D. Roosevelt   | USS Franklin D. Roosevelt                                                                             | Franklin Delano Roosevelt              | 1. prosince 1943   | 29. dubna 1945     |
| CV-42 CVB-42 CVA-42 | USS Franklin D. Roosevelt   | USS Franklin D. Roosevelt                                                                             | Franklin Delano Roosevelt              | 27. října 1945     | 1. října 1977      |
| CV-42 CVB-42 CVA-42 | USS Franklin D. Roosevelt   | Do května 1945 nesla jméno Coral Sea. Po svém vyřazení byla dne 11. dubna 1978 prodána k sešrotování. |                                        |                    |                    |
| CV-43 CVB-43 CVA-43 | USS Coral Sea (červen 1955) | USS Coral Sea                                                                                         | Korálové moře (bitva v Korálovém moři) | 10. července 1944  | 2. dubna 1946      |
| CV-43 CVB-43 CVA-43 | USS Coral Sea (červen 1955) | USS Coral Sea                                                                                         | Korálové moře (bitva v Korálovém moři) | 1. října 1947      | 30. dubna 1990     |
| CV-43 CVB-43 CVA-43 | USS Coral Sea (červen 1955) | Po svém vyřazení byla dne 7. května 1993 prodána k sešrotování.                                       |                                        |                    |                    |

### TřídaSaipan
| Č.     | Fotografie        | Jméno | Jméno podle      | Položení kýlu      | Spuštění na vodu   |
| Č.     | Fotografie        | Jméno | Jméno podle      | Zařazení do služby | Vyřazení ze služby |
| ------ | ----------------- | --- | ---------------- | ------------------ | ------------------ |
| CVL-48 | USS Saipan (1956) | USS Saipan | Saipan           | 10. července 1944  | 8. července 1945   |
| CVL-48 | USS Saipan (1956) | USS Saipan | Saipan           | 14. července 1946  | 14. ledna 1970     |
| CVL-48 | USS Saipan (1956) | Od roku 1959 transportér letadel AVT-6. V letech 1963–1966 přestavěna na spojovací loď USS Arlington (AGMR-2). |                  |                    |                    |
| CVL-49 | USS Wright        | USS Wright | bratři Wrightové | 21. srpna 1944     | 1. září 1945       |
| CVL-49 | USS Wright        | USS Wright | bratři Wrightové | 9. února 1947      | 27. května 1970    |
| CVL-49 | USS Wright        | Od roku 1959 transportér letadel AVT-7. V letech 1962–1963 přestavěna na velitelskou loď USS Wright (CC-2).    |                  |                    |                    |

### TřídaUnited States
| Č.     | Fotografie                     | Jméno                                    | Jméno podle                                             | Položení kýlu      | Spuštění na vodu   |
| Č.     | Fotografie                     | Jméno                                    | Jméno podle                                             | Zařazení do služby | Vyřazení ze služby |
| ------ | ------------------------------ | ---------------------------------------- | ------------------------------------------------------- | ------------------ | ------------------ |
| CVA-58 | USS United States (duben 1949) | USS United States                        | Spojené státy americké (angl. United States of America) | 18. dubna 1949     | —                  |
| CVA-58 | USS United States (duben 1949) | USS United States                        | Spojené státy americké (angl. United States of America) | —                  | —                  |
| CVA-58 | USS United States (duben 1949) | Stavba lodě byla zrušena 23. dubna 1949. |                                                         |                    |                    |

### TřídaForrestal
| Č.                  | Fotografie                  | Jméno | Jméno podle                         | Položení kýlu      | Spuštění na vodu   |
| Č.                  | Fotografie                  | Jméno | Jméno podle                         | Zařazení do služby | Vyřazení ze služby |
| ------------------- | --------------------------- | --- | ----------------------------------- | ------------------ | ------------------ |
| CVB-59 CVA-59 CV-59 | USS Forrestal (květen 1962) | USS Forrestal                                                                                              | James Forrestal                     | 14. července 1952  | 11. prosince 1954  |
| CVB-59 CVA-59 CV-59 | USS Forrestal (květen 1962) | USS Forrestal                                                                                              | James Forrestal                     | 1. října 1955      | 11. září 1993      |
| CVB-59 CVA-59 CV-59 | USS Forrestal (květen 1962) | Od roku 1992 cvičná přistávací loď AVT-59. Po svém vyřazení byla dne 22. října 2013 prodána k sešrotování. |                                     |                    |                    |
| CVB-60 CVA-60 CV-60 | USS Saratoga (červen 1957)  | USS Saratoga                                                                                               | bitva u Saratogy                    | 16. prosince 1952  | 8. října 1955      |
| CVB-60 CVA-60 CV-60 | USS Saratoga (červen 1957)  | USS Saratoga                                                                                               | bitva u Saratogy                    | 14. dubna 1956     | 30. září 1994      |
| CVB-60 CVA-60 CV-60 | USS Saratoga (červen 1957)  | Po svém vyřazení byla na jaře 2014 prodána k sešrotování.                                                  |                                     |                    |                    |
| CVA-61 CV-61        | USS Ranger (srpen 1961)     | USS Ranger                                                                                                 | tulák, vojenský zvěd (angl. ranger) | 2. srpna 1954      | 29. září 1956      |
| CVA-61 CV-61        | USS Ranger (srpen 1961)     | USS Ranger                                                                                                 | tulák, vojenský zvěd (angl. ranger) | 10. srpna 1957     | 10. července 1993  |
| CVA-61 CV-61        | USS Ranger (srpen 1961)     | Po svém vyřazení odstavena, v listopadu 2017 sešrotována.                                                  |                                     |                    |                    |
| CVA-62 CV-62        | USS Independence (1959)     | USS Independence                                                                                           | nezávislost (angl. independence)    | 1. července 1955   | 6. června 1958     |
| CVA-62 CV-62        | USS Independence (1959)     | USS Independence                                                                                           | nezávislost (angl. independence)    | 10. ledna 1959     | 30. září 1998      |
| CVA-62 CV-62        | USS Independence (1959)     | Po svém vyřazení odstavena, v roce 2017 odtažena k sešrotování.                                            |                                     |                    |                    |

### TřídaKitty Hawk
| Č.           | Fotografie               | Jméno                                                                               | Jméno podle                                                        | Položení kýlu      | Spuštění na vodu   |
| Č.           | Fotografie               | Jméno                                                                               | Jméno podle                                                        | Zařazení do služby | Vyřazení ze služby |
| ------------ | ------------------------ | ----------------------------------------------------------------------------------- | ------------------------------------------------------------------ | ------------------ | ------------------ |
| CVA-63 CV-63 | USS Kitty Hawk           | USS Kitty Hawk                                                                      | Kitty Hawk                                                         | 27. prosince 1956  | 21. května 1960    |
| CVA-63 CV-63 | USS Kitty Hawk           | USS Kitty Hawk                                                                      | Kitty Hawk                                                         | 29. dubna 1961     | 12. května 2009    |
| CVA-63 CV-63 | USS Kitty Hawk           | Po svém vyřazení odstavena v rezervách, v říjnu 2017 rozhodnuto o jejím sešrotování |                                                                    |                    |                    |
| CVA-64 CV-64 | USS Constellation        | USS Constellation                                                                   | sestava (angl. constellation) 15 hvězd na původní verzi vlajky USA | 14. září 1957      | 8. října 1960      |
| CVA-64 CV-64 | USS Constellation        | USS Constellation                                                                   | sestava (angl. constellation) 15 hvězd na původní verzi vlajky USA | 27. října 1961     | 6. srpna 2003      |
| CVA-64 CV-64 | USS Constellation        | Po svém vyřazení byla dne 13. června 2014 prodána k sešrotování.                    |                                                                    |                    |                    |
| CVA-66 CV-66 | USS America (duben 1983) | USS America                                                                         | Amerika                                                            | 9. ledna 1961      | 1. února 1964      |
| CVA-66 CV-66 | USS America (duben 1983) | USS America                                                                         | Amerika                                                            | 23. ledna 1965     | 9. srpna 1996      |
| CVA-66 CV-66 | USS America (duben 1983) | Potopena dne 14. května 2005 v Atlantském oceánu jako cvičný cíl.                   |                                                                    |                    |                    |

### TřídaEnterprise
| Č.             | Fotografie                     | Jméno                                                                      | Jméno podle                                         | Položení kýlu      | Spuštění na vodu   |
| Č.             | Fotografie                     | Jméno                                                                      | Jméno podle                                         | Zařazení do služby | Vyřazení ze služby |
| -------------- | ------------------------------ | -------------------------------------------------------------------------- | --------------------------------------------------- | ------------------ | ------------------ |
| CVAN-65 CVN-65 | USS Enterprise (prosinec 1978) | USS Enterprise                                                             | USS Enterprise (CV-6) a předchozí lodě tohoto jména | 4. února 1958      | 24. září 1960      |
| CVAN-65 CVN-65 | USS Enterprise (prosinec 1978) | USS Enterprise                                                             | USS Enterprise (CV-6) a předchozí lodě tohoto jména | 25. listopadu 1961 | 3. února 2017      |
| CVAN-65 CVN-65 | USS Enterprise (prosinec 1978) | Deaktivována 1. prosince 2012, vyřazena po odstranění jaderného materiálu. |                                                     |                    |                    |

### TřídaJohn F. Kennedy
| Č.           | Fotografie                        | Jméno                                                         | Jméno podle             | Položení kýlu      | Spuštění na vodu   |
| Č.           | Fotografie                        | Jméno                                                         | Jméno podle             | Zařazení do služby | Vyřazení ze služby |
| ------------ | --------------------------------- | ------------------------------------------------------------- | ----------------------- | ------------------ | ------------------ |
| CVA-67 CV-67 | USS John F. Kennedy (březen 2005) | USS John F. Kennedy                                           | John Fitzgerald Kennedy | 22. října 1964     | 27. května 1967    |
| CVA-67 CV-67 | USS John F. Kennedy (březen 2005) | USS John F. Kennedy                                           | John Fitzgerald Kennedy | 7. září 1968       | 1. srpna 2007      |
| CVA-67 CV-67 | USS John F. Kennedy (březen 2005) | Po svém vyřazení byla odstavena pro případné muzejní využití. |                         |                    |                    |

### TřídaNimitz
| Č.             | Fotografie                             | Jméno                                                      | Jméno podle          | Položení kýlu      | Spuštění na vodu   |
| Č.             | Fotografie                             | Jméno                                                      | Jméno podle          | Zařazení do služby | Vyřazení ze služby |
| -------------- | -------------------------------------- | ---------------------------------------------------------- | -------------------- | ------------------ | ------------------ |
| CVAN-68 CVN-68 | USS Nimitz (červenec 2009)             | USS Nimitz                                                 | Chester Nimitz       | 22. června 1968    | 13. května 1972    |
| CVAN-68 CVN-68 | USS Nimitz (červenec 2009)             | USS Nimitz                                                 | Chester Nimitz       | 3. května 1975     | ve službě          |
| CVAN-68 CVN-68 | USS Nimitz (červenec 2009)             | V aktivní službě.                                          |                      |                    |                    |
| CVAN-69 CVN-69 | USS Dwight D. Eisenhower (duben 2006)  | USS Dwight D. Eisenhower                                   | Dwight D. Eisenhower | 15. srpna 1970     | 11. října 1975     |
| CVAN-69 CVN-69 | USS Dwight D. Eisenhower (duben 2006)  | USS Dwight D. Eisenhower                                   | Dwight D. Eisenhower | 18. října 1977     | ve službě          |
| CVAN-69 CVN-69 | USS Dwight D. Eisenhower (duben 2006)  | V aktivní službě.                                          |                      |                    |                    |
| CVN-70         | USS Carl Vinson (prosinec 1984)        | USS Carl Vinson                                            | Carl Vinson          | 11. října 1975     | 15. března 1980    |
| CVN-70         | USS Carl Vinson (prosinec 1984)        | USS Carl Vinson                                            | Carl Vinson          | 13. března 1982    | ve službě          |
| CVN-70         | USS Carl Vinson (prosinec 1984)        | V aktivní službě.                                          |                      |                    |                    |
| CVN-71         | USS Theodore Roosevelt (červenec 2005) | USS Theodore Roosevelt                                     | Theodore Roosevelt   | 31. října 1981     | 27. října 1984     |
| CVN-71         | USS Theodore Roosevelt (červenec 2005) | USS Theodore Roosevelt                                     | Theodore Roosevelt   | 25. října 1986     | ve službě          |
| CVN-71         | USS Theodore Roosevelt (červenec 2005) | V aktivní službě.                                          |                      |                    |                    |
| CVN-72         | USS Abraham Lincoln (listopad 2002)    | USS Abraham Lincoln                                        | Abraham Lincoln      | 3. listopadu 1984  | 13. února 1988     |
| CVN-72         | USS Abraham Lincoln (listopad 2002)    | USS Abraham Lincoln                                        | Abraham Lincoln      | 11. listopadu 1989 | ve službě          |
| CVN-72         | USS Abraham Lincoln (listopad 2002)    | V aktivní službě.                                          |                      |                    |                    |
| CVN-73         | USS George Washington (září 2004)      | USS George Washington                                      | George Washington    | 25. srpna 1986     | 21. července 1990  |
| CVN-73         | USS George Washington (září 2004)      | USS George Washington                                      | George Washington    | 4. července 1992   | ve službě          |
| CVN-73         | USS George Washington (září 2004)      | V aktivní službě.                                          |                      |                    |                    |
| CVN-74         | USS John C. Stennis (únor 2007)        | USS John C. Stennis                                        | John C. Stennis      | 13. března 1991    | 13. listopadu 1993 |
| CVN-74         | USS John C. Stennis (únor 2007)        | USS John C. Stennis                                        | John C. Stennis      | 9. prosince 1995   | ve službě          |
| CVN-74         | USS John C. Stennis (únor 2007)        | V aktivní službě.                                          |                      |                    |                    |
| CVN-75         | USS Harry S. Truman (březen 2003)      | USS Harry S. Truman                                        | Harry S. Truman      | 29. listopadu 1993 | 7. září 1996       |
| CVN-75         | USS Harry S. Truman (březen 2003)      | USS Harry S. Truman                                        | Harry S. Truman      | 25. července 1998  | ve službě          |
| CVN-75         | USS Harry S. Truman (březen 2003)      | Do února 1995 nesla jméno United States. V aktivní službě. |                      |                    |                    |
| CVN-76         | USS Ronald Reagan (červen 2008)        | USS Ronald Reagan                                          | Ronald Reagan        | 12. února 1998     | 10. března 2001    |
| CVN-76         | USS Ronald Reagan (červen 2008)        | USS Ronald Reagan                                          | Ronald Reagan        | 12. července 2003  | ve službě          |
| CVN-76         | USS Ronald Reagan (červen 2008)        | V aktivní službě.                                          |                      |                    |                    |
| CVN-77         | USS George H. W. Bush (leden 2011)     | USS George H. W. Bush                                      | George H. W. Bush    | 6. září 2003       | 9. října 2006      |
| CVN-77         | USS George H. W. Bush (leden 2011)     | USS George H. W. Bush                                      | George H. W. Bush    | 10. ledna 2009     | ve službě          |
| CVN-77         | USS George H. W. Bush (leden 2011)     | V aktivní službě.                                          |                      |                    |                    |

### TřídaGerald R. Ford
| Č.     | Fotografie                            | Jméno                                                                             | Jméno podle                 | Položení kýlu      | Spuštění na vodu   |
| Č.     | Fotografie                            | Jméno                                                                             | Jméno podle                 | Zařazení do služby | Vyřazení ze služby |
| ------ | ------------------------------------- | --------------------------------------------------------------------------------- | --------------------------- | ------------------ | ------------------ |
| CVN-78 | USS Gerald R. Ford (duben 2017)       | USS Gerald R. Ford                                                                | Gerald Ford                 | 14. listopadu 2009 | 17. listopadu 2013 |
| CVN-78 | USS Gerald R. Ford (duben 2017)       | USS Gerald R. Ford                                                                | Gerald Ford                 | 22. července 2017  | ve službě          |
| CVN-78 | USS Gerald R. Ford (duben 2017)       | V aktivní službě.                                                                 |                             |                    |                    |
| CVN-79 | USS John F. Kennedy (říjen 2019)      | USS John F. Kennedy                                                               | John Fitzgerald Kennedy     | 22. srpna 2015     | 29. října 2019     |
| CVN-79 | USS John F. Kennedy (říjen 2019)      | USS John F. Kennedy                                                               | John Fitzgerald Kennedy     | 2025 (plánováno)   | —                  |
| CVN-79 | USS John F. Kennedy (říjen 2019)      | Zařazení do služby plánováno na rok 2025.                                         |                             |                    |                    |
| CVN-80 | USS Enterprise (vizualizace)          | USS Enterprise                                                                    | předchozí lodě tohoto jména | 5. dubna 2022      | ve stavbě          |
| CVN-80 | USS Enterprise (vizualizace)          | USS Enterprise                                                                    | předchozí lodě tohoto jména | 2029 (plánováno)   | —                  |
| CVN-80 | USS Enterprise (vizualizace)          | Konstrukční práce zahájeny v roce 2018, zařazení do služby plánováno na rok 2029. |                             |                    |                    |
| CVN-81 |                                       | USS Doris Miller                                                                  | Doris Miller                | —                  | —                  |
| CVN-81 | —                                     | USS Doris Miller                                                                  | Doris Miller                | —                  |                    |
| CVN-81 | Objednána. Dodána má být v roce 2032. |                                                                                   |                             |                    |                    |

### Cvičné letadlové lodě
| Č.    | Fotografie                 | Jméno | Jméno podle                        | Položení kýlu      | Spuštění na vodu   |
| Č.    | Fotografie                 | Jméno | Jméno podle                        | Zařazení do služby | Vyřazení ze služby |
| ----- | -------------------------- | --- | ---------------------------------- | ------------------ | ------------------ |
| IX-64 | USS Wolverine (duben 1943) | USS Wolverine | rosomák sibiřský (angl. wolverine) | ?                  | 1913               |
| IX-64 | USS Wolverine (duben 1943) | USS Wolverine | rosomák sibiřský (angl. wolverine) | 12. srpna 1942     | 7. listopadu 1945  |
| IX-64 | USS Wolverine (duben 1943) | Původně civilní kolesový parník Seeandbee, na cvičnou letadlovou loď Wolverine přestavěn v roce 1942. Po svém vyřazení byla dne 21. listopadu 1947 prodána k sešrotování.        |                                    |                    |                    |
| IX-81 | USS Sable (1944)           | USS Sable | sobol asijský (angl. sable)        | ?                  | 1924               |
| IX-81 | USS Sable (1944)           | USS Sable | sobol asijský (angl. sable)        | 8. května 1943     | 7. listopadu 1945  |
| IX-81 | USS Sable (1944)           | Původně civilní kolesový parník Greater Buffalo, na cvičnou letadlovou loď Sable přestavěn v letech 1942–1943. Po svém vyřazení byla dne 7. července 1948 prodána k sešrotování. |                                    |                    |                    |